# Marele Premiu al Chinei din 2024
Marele Premiu al Chinei din 2024 (cunoscut oficial ca Formula 1 Lenovo Chinese Grand Prix 2024) a fost o cursă auto de Formula 1 ce s-a desfășurat pe 21 aprilie 2024 pe Circuitul Internațional Shanghai din Shanghai, China. Cursa a fost cea de-a cincea etapă a Campionatului Mondial de Formula 1 FIA din 2024 și primul weekend de Mare Premiu al sezonului în care s-a folosit formatul sprint. A fost, de asemenea, primul Mare Premiu al Chinei din 2019, deoarece cursele planificate între 2020 și 2023 au fost anulate din cauza pandemiei de COVID-19 din această țară.
Lando Norris de la McLaren a obținut pole position pentru cursa de sprint, într-o sesiune de califică afectată de ploaie. În cele din urmă, ambele curse au fost câștigate de Max Verstappen de la Red Bull Racing, care a obținut, de asemenea, pole position-ul pentru cursa principală. Zhou Guanyu a devenit primul pilot chinez de Formula 1 care a participat la cursa de acasă.

## Context
Weekendul a fost primul din cele șase ale sezonului care au utilizat formatul sprint. FIA a fost criticată de unii piloți pentru că a ales să desfășoare formatul sprint la un loc care nu mai găzduise o cursă de Formula 1 de câțiva ani, piloții fiind îngrijorați de faptul că o singură sesiune de antrenamente nu ar fi fost de ajuns pentru ca ei să se pregătească suficient.
Furnizorul de anvelope Pirelli a adus compușii de anvelope C2, C3 și C4 (denumiți duri, medii și, respectiv, moi) pentru ca echipele să le folosească la eveniment.

## Sprint

### Calificările pentru sprint
Calificările pentru cursa sprint au avut loc vineri, 19 aprilie 2024, cu începere de la ora locală 15:30 CST (UTC+8), 10:30 EEST.
| Poz.                  | Nr. | Pilot            | Constructor                  | Timpi calificări | Timpi calificări | Timpi calificări | Grila sprint |
| Poz.                  | Nr. | Pilot            | Constructor                  | SQ1              | SQ2              | SQ3              | Grila sprint |
| --------------------- | --- | ---------------- | ---------------------------- | ---------------- | ---------------- | ---------------- | ------------ |
| 1                     | 4   | Lando Norris     | McLaren-Mercedes             | 1:36,384         | 1:36,047         | 1:57,940         | 1            |
| 2                     | 44  | Lewis Hamilton   | Mercedes                     | 1:37,181         | 1:36,287         | 1:59,201         | 2            |
| 3                     | 14  | Fernando Alonso  | Aston Martin Aramco-Mercedes | 1:36,883         | 1:36,119         | 1:59,915         | 3            |
| 4                     | 1   | Max Verstappen   | Red Bull Racing-Honda RBPT   | 1:36,456         | 1:35,606         | 2:00,028         | 4            |
| 5                     | 55  | Carlos Sainz Jr. | Ferrari                      | 1:36,719         | 1:36,052         | 2:00,214         | 5            |
| 6                     | 11  | Sergio Pérez     | Red Bull Racing-Honda RBPT   | 1:36,110         | 1:35,781         | 2:00,375         | 6            |
| 7                     | 16  | Charles Leclerc  | Ferrari                      | 1:36,537         | 1:35,711         | 2:00,566         | 7            |
| 8                     | 81  | Oscar Piastri    | McLaren-Mercedes             | 1:36,542         | 1:35,853         | 2:00,990         | 8            |
| 9                     | 77  | Valtteri Bottas  | Kick Sauber-Ferrari          | 1:37,112         | 1:36,056         | 2:01,044         | 9            |
| 10                    | 24  | Zhou Guanyu      | Kick Sauber-Ferrari          | 1:37,544         | 1:36,307         | 2:03,537         | 10           |
| 11                    | 63  | George Russell   | Mercedes                     | 1:37,310         | 1:36,345         | N/A              | 11           |
| 12                    | 20  | Kevin Magnussen  | Haas-Ferrari                 | 1:37,033         | 1:36,473         | N/A              | 12           |
| 13                    | 27  | Nico Hülkenberg  | Haas-Ferrari                 | 1:36,924         | 1:36,478         | N/A              | 13           |
| 14                    | 3   | Daniel Ricciardo | RB-Honda RBPT                | 1:37,321         | 1:36,553         | N/A              | 14           |
| 15                    | 14  | Lance Stroll     | Aston Martin Aramco-Mercedes | 1:36,961         | 1:36,677         | N/A              | 15           |
| 16                    | 10  | Pierre Gasly     | Alpine-Renault               | 1:37,632         | N/A              | N/A              | 16           |
| 17                    | 31  | Esteban Ocon     | Alpine-Renault               | 1:37,720         | N/A              | N/A              | 17           |
| 18                    | 23  | Alexander Albon  | Williams-Mercedes            | 1:37,812         | N/A              | N/A              | 18           |
| 19                    | 22  | Yuki Tsunoda     | RB-Honda RBPT                | 1:37,892         | N/A              | N/A              | 19           |
| 20                    | 2   | Logan Sargeant   | Williams-Mercedes            | 1:37,923         | N/A              | N/A              | 20           |
| Regula 107%: 1:42,837 |     |                  |                              |                  |                  |                  |              |
| Sursa:                |     |                  |                              |                  |                  |                  |              |

### Cursa sprint
Sprintul a avut loc pe 20 aprilie 2024, având startul la ora locală 11:00 CST (UTC+8), 06:00 EEST, cu distanța de 19 tururi.
| Poz.                                                                                | Nr. | Pilot            | Constructor                  | Tururi | Timp/Retras | Grilă | Puncte |
| ----------------------------------------------------------------------------------- | --- | ---------------- | ---------------------------- | ------ | ----------- | ----- | ------ |
| 1                                                                                   | 1   | Max Verstappen   | Red Bull Racing-Honda RBPT   | 19     | 32:04,660   | 4     | 8      |
| 2                                                                                   | 44  | Lewis Hamilton   | Mercedes                     | 19     | +13,043     | 2     | 7      |
| 3                                                                                   | 11  | Sergio Pérez     | Red Bull Racing-Honda RBPT   | 19     | +15,258     | 6     | 6      |
| 4                                                                                   | 16  | Charles Leclerc  | Ferrari                      | 19     | +17,486     | 7     | 5      |
| 5                                                                                   | 55  | Carlos Sainz Jr. | Ferrari                      | 19     | +20,696     | 5     | 4      |
| 6                                                                                   | 4   | Lando Norris     | McLaren-Mercedes             | 19     | +22,088     | 1     | 3      |
| 7                                                                                   | 81  | Oscar Piastri    | McLaren-Mercedes             | 19     | +24,713     | 8     | 2      |
| 8                                                                                   | 63  | George Russell   | Mercedes                     | 19     | +25,696     | 11    | 1      |
| 9                                                                                   | 24  | Zhou Guanyu      | Kick Sauber-Ferrari          | 19     | +31,951     | 10    |        |
| 10                                                                                  | 20  | Kevin Magnussen  | Haas-Ferrari                 | 19     | +37,398     | 12    |        |
| 11                                                                                  | 3   | Daniel Ricciardo | RB-Honda RBPT                | 19     | +37,840     | 14    |        |
| 12                                                                                  | 77  | Valtteri Bottas  | Kick Sauber-Ferrari          | 19     | +38,295     | 9     |        |
| 13                                                                                  | 31  | Esteban Ocon     | Alpine-Renault               | 19     | +39,841     | 17    |        |
| 14                                                                                  | 18  | Lance Stroll     | Aston Martin Aramco-Mercedes | 19     | +40,299     | 15    |        |
| 15                                                                                  | 10  | Pierre Gasly     | Alpine-Renault               | 19     | +40,838     | 16    |        |
| 16                                                                                  | 22  | Yuki Tsunoda     | RB-Honda RBPT                | 19     | +41,870     | 19    |        |
| 17                                                                                  | 23  | Alexander Albon  | Williams-Mercedes            | 19     | +42,998     | 18    |        |
| 18                                                                                  | 2   | Logan Sargeant   | Williams-Mercedes            | 19     | +46,352     | 20    |        |
| 19                                                                                  | 27  | Nico Hülkenberg  | Haas-Ferrari                 | 19     | +49,630     | 13    |        |
| 20                                                                                  | 14  | Fernando Alonso  | Aston Martin Aramco-Mercedes | 17     | Avarii      | 3     |        |
| Cel mai rapid tur: Max Verstappen (Red Bull Racing-Honda RBPT) – 1:40,331 (turul 3) |     |                  |                              |        |             |       |        |
| Sursa:                                                                              |     |                  |                              |        |             |       |        |

Note
- ^1 – Fernando Alonso a fost clasificat deoarece a parcurs mai mult de 90% din distanța de sprint. De asemenea, a primit o penalizare de zece secunde după sprint pentru că a provocat o coliziune cu Carlos Sainz Jr.. Penalizarea nu a contat, deoarece era deja clasat pe ultima poziție.[9]

## Marele Premiu

### Calificări
Calificările pentru Marele Premiu au avut loc pe 20 aprilie 2024, începând cu ora locală 15:00 CST (UTC+8), ora 10:00 EEST.
| Poz.                  | Nr. | Pilot            | Constructor                  | Timpi calificări | Timpi calificări | Timpi calificări | Grila finală |
| Poz.                  | Nr. | Pilot            | Constructor                  | Q1               | Q2               | Q3               | Grila finală |
| --------------------- | --- | ---------------- | ---------------------------- | ---------------- | ---------------- | ---------------- | ------------ |
| 1                     | 1   | Max Verstappen   | Red Bull Racing-Honda RBPT   | 1:34,742         | 1:33,794         | 1:33,660         | 1            |
| 2                     | 11  | Sergio Pérez     | Red Bull Racing-Honda RBPT   | 1:35,457         | 1:34,026         | 1:33,982         | 2            |
| 3                     | 14  | Fernando Alonso  | Aston Martin Aramco-Mercedes | 1:35,116         | 1:34,652         | 1:34,148         | 3            |
| 4                     | 4   | Lando Norris     | McLaren-Mercedes             | 1:34,842         | 1:34,460         | 1:34,165         | 4            |
| 5                     | 81  | Oscar Piastri    | McLaren-Mercedes             | 1:35,014         | 1:34,659         | 1:34,273         | 5            |
| 6                     | 16  | Charles Leclerc  | Ferrari                      | 1:34,797         | 1:34,399         | 1:34,289         | 6            |
| 7                     | 55  | Carlos Sainz Jr. | Ferrari                      | 1:34,970         | 1:34,368         | 1:34,297         | 7            |
| 8                     | 63  | George Russell   | Mercedes                     | 1:35,084         | 1:34,609         | 1:34,433         | 8            |
| 9                     | 27  | Nico Hülkenberg  | Haas-Ferrari                 | 1:35,068         | 1:34,667         | 1:34,604         | 9            |
| 10                    | 77  | Valtteri Bottas  | Kick Sauber-Ferrari          | 1:35,169         | 1:34,769         | 1:34,665         | 10           |
| 11                    | 18  | Lance Stroll     | Aston Martin Aramco-Mercedes | 1:35,334         | 1:34,838         | N/A              | 11           |
| 12                    | 3   | Daniel Ricciardo | RB-Honda RBPT                | 1:35,443         | 1:34,934         | N/A              | 12           |
| 13                    | 31  | Esteban Ocon     | Alpine-Renault               | 1:35,356         | 1:35,223         | N/A              | 13           |
| 14                    | 23  | Alexander Albon  | Williams-Mercedes            | 1:35,384         | 1:35,241         | N/A              | 14           |
| 15                    | 10  | Pierre Gasly     | Alpine-Renault               | 1:35,287         | 1:35,463         | N/A              | 15           |
| 16                    | 24  | Zhou Guanyu      | Kick Sauber-Ferrari          | 1:35,505         | N/A              | N/A              | 16           |
| 17                    | 20  | Kevin Magnussen  | Haas-Ferrari                 | 1:35,516         | N/A              | N/A              | 17           |
| 18                    | 44  | Lewis Hamilton   | Mercedes                     | 1:35,573         | N/A              | N/A              | 18           |
| 19                    | 22  | Yuki Tsunoda     | RB-Honda RBPT                | 1:35,746         | N/A              | N/A              | 19           |
| 20                    | 2   | Logan Sargeant   | Williams-Mercedes            | 1:36,358         | N/A              | N/A              | LB           |
| Regula 107%: 1:41,373 |     |                  |                              |                  |                  |                  |              |
| Sursa:                |     |                  |                              |                  |                  |                  |              |

Note
- ^1 – Logan Sargeant s-a calificat pe locul 20, dar a fost nevoit să înceapă cursa de la boxe, deoarece mașina sa a fost modificată în condiții de parc fermé.[11]

## Cursa
Cursa a avut loc pe 21 aprilie 2024, începând cu ora locală 15:00 CST (UTC+8), ora 10:00 EEST, și a durat 56 de tururi.
| Poz.                                                                                    | Nr. | Pilot            | Constructor                  | Tururi | Timp/Retras | Grilă | Puncte |
| --------------------------------------------------------------------------------------- | --- | ---------------- | ---------------------------- | ------ | ----------- | ----- | ------ |
| 1                                                                                       | 1   | Max Verstappen   | Red Bull Racing-Honda RBPT   | 56     | 1:40:52,554 | 1     | 25     |
| 2                                                                                       | 4   | Lando Norris     | McLaren-Mercedes             | 56     | +13,773     | 4     | 18     |
| 3                                                                                       | 11  | Sergio Pérez     | Red Bull Racing-Honda RBPT   | 56     | +19,160     | 2     | 15     |
| 4                                                                                       | 16  | Charles Leclerc  | Ferrari                      | 56     | +23,623     | 6     | 12     |
| 5                                                                                       | 55  | Carlos Sainz Jr. | Ferrari                      | 56     | +33,983     | 7     | 10     |
| 6                                                                                       | 63  | George Russell   | Mercedes                     | 56     | +38,724     | 8     | 8      |
| 7                                                                                       | 14  | Fernando Alonso  | Aston Martin Aramco-Mercedes | 56     | +43,414     | 3     | 7      |
| 8                                                                                       | 81  | Oscar Piastri    | McLaren-Mercedes             | 56     | +56,198     | 5     | 4      |
| 9                                                                                       | 44  | Lewis Hamilton   | Mercedes                     | 56     | +57,986     | 18    | 2      |
| 10                                                                                      | 27  | Nico Hülkenberg  | Haas-Ferrari                 | 56     | +1:00,476   | 9     | 1      |
| 11                                                                                      | 31  | Esteban Ocon     | Alpine-Renault               | 56     | +1:02,812   | 13    |        |
| 12                                                                                      | 23  | Alexander Albon  | Williams-Mercedes            | 56     | +1:05,506   | 14    |        |
| 13                                                                                      | 10  | Pierre Gasly     | Alpine-Renault               | 56     | +1:09,223   | 15    |        |
| 14                                                                                      | 24  | Zhou Guanyu      | Kick Sauber-Ferrari          | 56     | +1:11,689   | 16    |        |
| 15                                                                                      | 18  | Lance Stroll     | Aston Martin Aramco-Mercedes | 56     | +1:22,786   | 11    |        |
| 16                                                                                      | 20  | Kevin Magnussen  | Haas-Ferrari                 | 56     | +1:27,533   | 17    |        |
| 17                                                                                      | 2   | Logan Sargeant   | Williams-Mercedes            | 56     | +1:35,110   | LB    |        |
| Ab                                                                                      | 3   | Daniel Ricciardo | RB-Honda RBPT                | 33     | Avarii      | 12    |        |
| Ab                                                                                      | 22  | Yuki Tsunoda     | RB-Honda RBPT                | 26     | Coliziune   | 19    |        |
| Ab                                                                                      | 77  | Valtteri Bottas  | Kick Sauber-Ferrari          | 19     | Motor       | 10    |        |
| Cel mai rapid tur: Fernando Alonso (Aston Martin Aramco-Mercedes) – 1:37,810 (turul 45) |     |                  |                              |        |             |       |        |
| Sursa:                                                                                  |     |                  |                              |        |             |       |        |

Note
- ^1 – Include un punct pentru cel mai rapid tur.[13]
- ^2 – Kevin Magnussen a terminat pe locul 15, dar a primit o penalizare de zece secunde pentru că a provocat o coliziune cu Yuki Tsunoda.[12][15]
- ^3 – Logan Sargeant a primit o penalizare de zece secunde pentru depășirea lui Nico Hülkenberg în condiții de mașină de siguranță. Poziția sa finală nu a fost afectată de penalizare, fiind clasat pe ultimul loc.[12][16]

## Clasamentele campionatelor după cursă
|        | Poz. | Pilot            | Pct. |
| ------ | ---- | ---------------- | ---- |
|        | 1    | Max Verstappen   | 110  |
|        | 2    | Sergio Pérez     | 85   |
|        | 3    | Charles Leclerc  | 76   |
|        | 4    | Carlos Sainz Jr. | 69   |
|        | 5    | Lando Norris     | 58   |
| Sursa: |      |                  |      |

|        | Poz. | Constructor                  | Pct. |
| ------ | ---- | ---------------------------- | ---- |
|        | 1    | Red Bull Racing-Honda RBPT   | 195  |
|        | 2    | Ferrari                      | 151  |
|        | 3    | McLaren-Mercedes             | 96   |
|        | 4    | Mercedes                     | 52   |
|        | 5    | Aston Martin Aramco-Mercedes | 40   |
| Sursa: |      |                              |      |

- Notă: Doar primele cinci locuri sunt prezentate în ambele clasamente.